# Questione reale

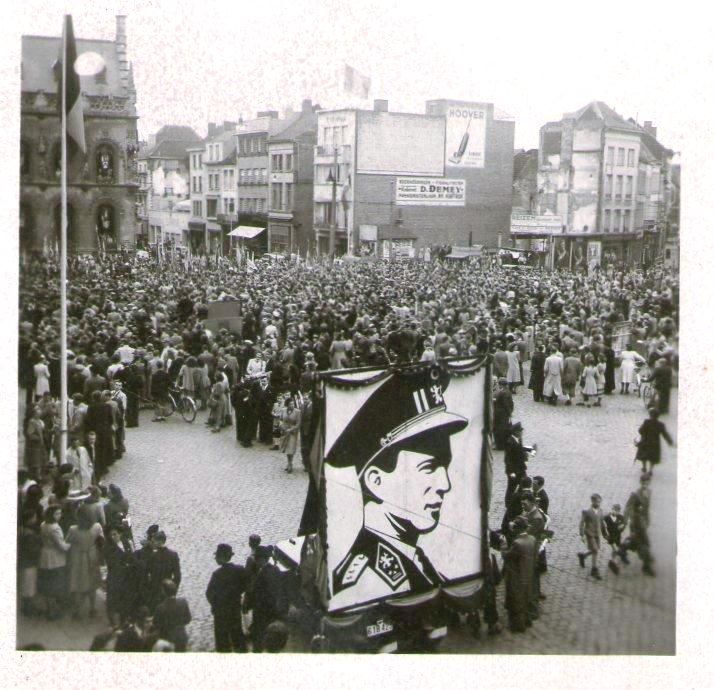
Quando Leopoldo III tornò nel paese nel luglio 1950, scoppiarono scioperi nelle Fiandre e in Vallonia. La foto mostra una manifestazione a Courtrai.

La questione reale (in francese: Question royale, in olandese: Koningskwestie) designa in Belgio, la crisi politica che ha avuto luogo dal 7 maggio 1945 al 31 maggio 1951 riguardante il re Leopoldo III, il suo comportamento durante la seconda guerra mondiale e la possibilità che rientrasse in Belgio dalla Svizzera, dove si trovava in esilio. La questione fu all'origine di una rivolta principalmente nella valle Sambre e Mosa della Vallonia, teatro di eventi sanguinosi, di una serie di attentati tra il 20 e il 26 luglio 1950, e di un violento sciopero generale. La crisi portò all'abdicazione di Leopoldo III a beneficio di suo figlio Baldovino, il 16 luglio 1951.

## Origini della Questione reale
La questione reale ha le sue origini nelle differenze di opinione tra il monarca e i suoi ministri, gli avvenimenti nella battaglia del Lys nel maggio 1940, e la reazione del presidente del consiglio francese, Paul Reynaud dopo la capitolazione del Belgio: in un discorso, Reynaud accusò il re di non aver informato gli Alleati. Reynaud fece del re il capro espiatorio della sconfitta, generando così, in Francia, una situazione molto ostile nei confronti dei belgi e dei loro rappresentanti. Anche il primo ministro belga, Hubert Pierlot, rimproverò il comportamento del re e interrogò i belgi alla radio francese:

### La capitolazione del maggio 1940

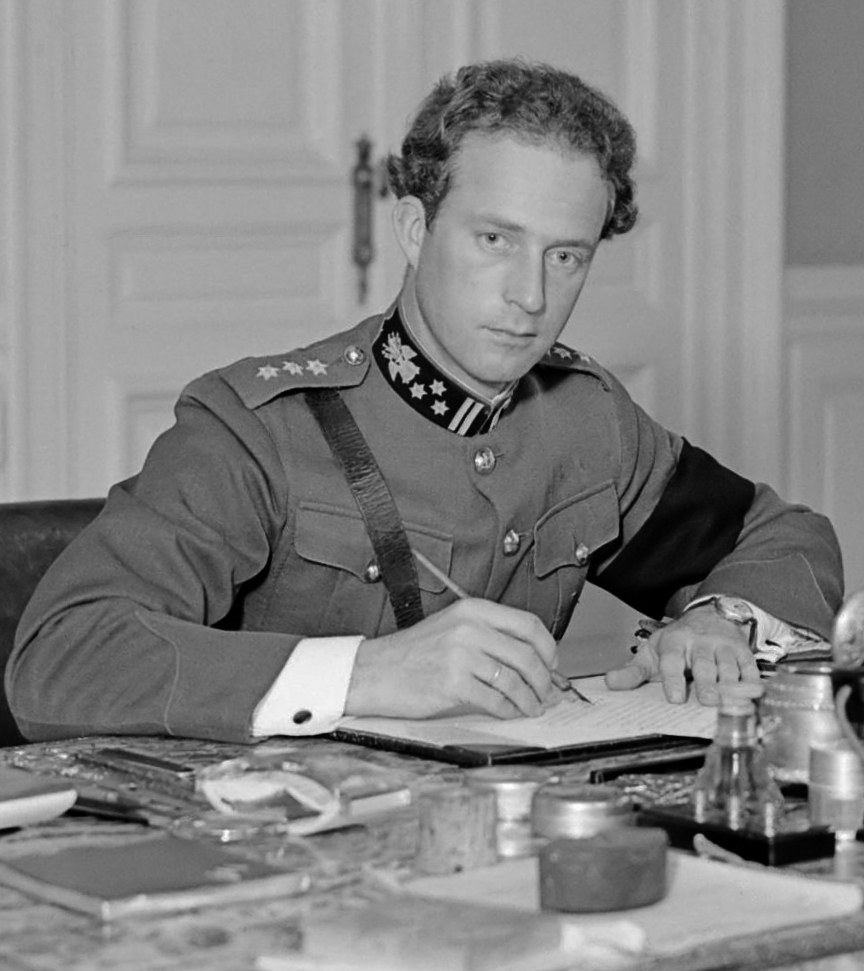
Re Leopoldo III nel 1934.

Il 25 maggio 1940, nel castello di Wynendaele, ebbe luogo l'incontro decisivo tra il re Leopoldo III e i suoi principali ministri, dopo il quale il re si rifiutò di seguirli fuori dal territorio nazionale. A volte si fa riferimento a questo episodio come "dramma di Wynendaele. I ministri erano convinti che la Francia avrebbe sconfitto la Germania, e invitarono il re a seguirli in Francia. Il re, ritenendo invece che le sorti della guerra fossero ormai segnate, non vedeva alcun vantaggio ad accompagnarli in Francia. 
Il re, come gli era consentito dalla sua funzione di comandante dell'esercito, capitolò il 28 maggio 1940. Affidò le insegne reggimentali belghe all'abbazia di Saint-André-lez-Bruges e al padre-abate Dom Nève che le nascose fino alla fine della guerra. Il 31 maggio, con l'accordo del governo rifugiato in Francia a Poitiers e messi sotto pressione da parte del governo francese, molto ostile, i due terzi dei parlamentari temporaneamente trasferitisi a Limoges, sempre in Francia, votarono una mozione che condannava la capitolazione. La necessaria controfirma ministeriale alla capitolazione non era stata data, e il governo riteneva nulla la decisione del re.

### Il matrimonio del re

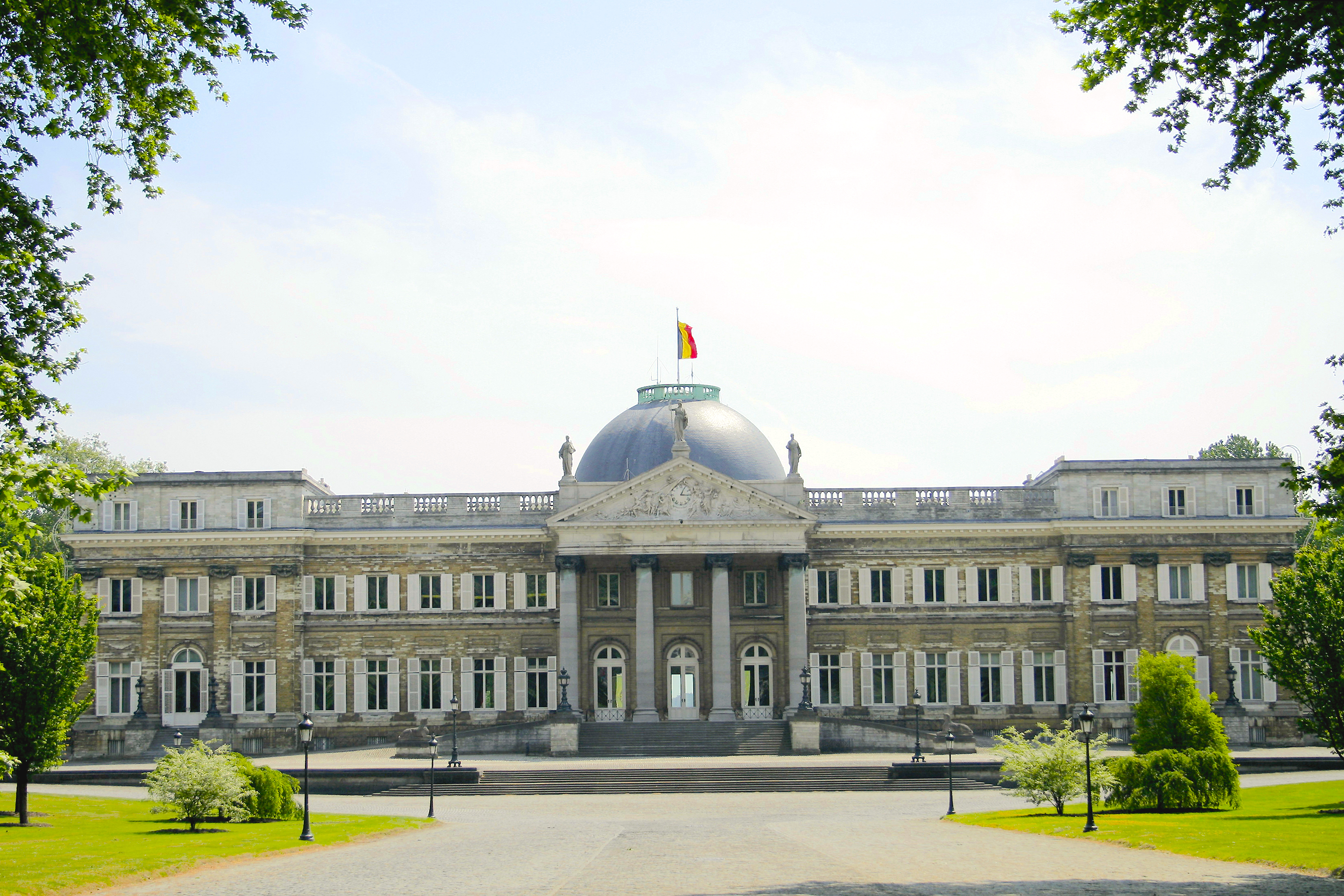
Vista moderna del Palazzo reale di Laeken, dove Leopoldo fu imprigionato durante l'occupazione

Una volta firmata la resa, i tedeschi posero il re agli arresti domiciliari nel castello di Laeken. Nella cappella di questo castello il re sposò, l'11 settembre 1941, la giovane Lilian Baels, alla quale aveva confessato il suo amore nel luglio dello stesso anno. L'unione fu celebrata religiosamente e fu deciso che il matrimonio civile ufficiale sarebbe avvenuto solo dopo la liberazione del paese, a causa della delicata situazione dovuta all'occupazione. Ma poco dopo Lilian Baels rimase incinta, così il re spinse per celebrare il matrimonio civile il più presto possibile, così da rispettare la costituzione e assicurarsi che il bambino sarebbe stato riconosciuto come legittimo. La cerimonia ebbe luogo il 6 dicembre dello stesso anno e venne annunciata pubblicamente il giorno seguente. Questa decisione personale, spinta dal desiderio del re di non rimanere vedovo e di garantire ai suoi figli una presenza materna e femminile, provocò reazioni contrastanti tra la popolazione.
Successivamente fu evidenziato che il re, ciò facendo, aveva violato ancora una volta la Costituzione belga, secondo cui il matrimonio civile doveva sempre precedere il matrimonio religioso, come indicato nell'articolo 16 della Costituzione in vigore al tempo. Tuttavia, l'articolo terminava con "salvo le eccezioni che devono essere stabilite dalla legge se necessarie". L'articolo 267 del codice penale dell'epoca prevedeva che "nessuna pena può essere imposta quando la benedizione nuziale è stata data ai coniugi, uno dei quali è in pericolo di morte": essendo un prigioniero di guerra, può essere che Leopoldo III si considerasse in pericolo e quindi non vedesse in ciò una violazione della legge.
Un'altra decisione controversa del re fu di escludere i bambini nati dalla sua unione con Baels dall'accesso al trono: questa decisione fu presa, secondo i difensori del re, al fine di non mettere il paese di fronte al fatto acquisito, e per non privare dei loro diritti i figli della regina Astrid di Svezia, la sua ex moglie morta nel 1935 e a cui l'opinione pubblica era rimasta molto attaccata.
Infine, ricorrenti critiche al re e riguardanti questo matrimonio riguardavano il fatto di sposarsi durante la guerra, mentre i soldati belgi prigionieri, a cui aveva promesso di condividere il loro destino, vivevano le più orribili privazioni ed erano lontano dalle loro famiglie.
Le osservazioni fatte riguardo a questo matrimonio dimostrarono che l'opinione pubblica era particolarmente sensibile a questo atto simbolicamente pesante, anche senza che avesse conseguenze sulla loro situazione personale. Il fatto che il loro governante godesse di un diritto negato ai soldati prigionieri (ai quali il re aveva promesso di condividere lo stesso destino) era visto come una promessa non mantenuta, e quindi aveva ripercussioni sulla sua popolarità e sulla fiducia delle persone nel suo sovrano.

### La liberazione da parte degli americani di Leopoldo III prigioniero in Germania
Il 9 giugno 1944, dopo lo sbarco in Normandia, la famiglia reale fu trasferita come prigioniera in Germania. L'esercito statunitense la liberò il 7 maggio 1945, poco meno di un anno dopo il suo arrivo in Germania. Sin dalla liberazione del Belgio, nel settembre del 1944, il Parlamento aveva deciso di affidare al principe Carlo la reggenza del regno.

### L'impossibilità del ritorno del re in Belgio
Re Leopoldo III desiderava tornare in Belgio. I ministri cattolici erano favorevoli, mentre i loro colleghi di partiti laici erano contrari. Questa situazione mise in crisi la coalizione del primo ministro Achille Van Acker; il sindacato socialista FGTB annunciò lo sciopero generale.

### La legge sull'impossibilità di regnare
Il 19 luglio 1945 il Parlamento adottò una legge che impediva il ritorno del re prima che il Senato e la Camera dei rappresentanti si fossero pronunciate sull'impossibilità di Leopoldo III di regnare, dichiarata nel giugno 1940 e che, di fatto e di diritto, era ancora in vigore.
Dato l'atteggiamento neutralista del re durante l'occupazione, si opposero punti di vista diversi. I cristiano-sociali erano favorevoli al ritorno del re, i liberali volevano ridurne il ruolo, mentre socialisti e comunisti chiedevano la sua abdicazione.

## L'organizzazione nel 1950 di una consultazione popolare
Dal 1947 al 1949 il governo era formato da una coalizione composta da Partito Socialista Belga e Partito Sociale Cristiano e guidata da Paul-Henri Spaak. Essa non aveva una posizione comune sulla questione reale. Dopo le elezioni del 1949, a cui le donne parteciparono per la prima volta, si creò una coalizione di cristiano-sociali (CFP) e liberali. Questo governo organizzò il 12 marzo 1950 una consultazione popolare, un referendum consultivo sul ritorno del re al trono (il referendum non è consentito dalla Costituzione belga).

### I risultati della consultazione dividono Valloni e Fiamminghi
Il risultato fu che di 2.933.382 belgi, il 57,68%, si dichiarò favorevole al ritorno del re, contro 2.151.882, il 42,32%, contrari, ma apparve come una frattura del paese: se il 72,2% dei fiamminghi era favorevole al sovrano, il 58% dei valloni si oppose ad esso, come anche la maggioranza di Bruxelles.

#### Nelle Fiandre
Nel Limburgo l'83% disse sì, seguito dalle Fiandre Occidentali con il 75%, le Fiandre Orientali con il 72% e Anversa con il 68% di opinioni favorevoli. I 16 distretti fiamminghi espressero la maggioranza per il "sì".

#### A Bruxelles
Vi fu una leggera maggioranza positiva nell'ex provincia del Brabante (50,15%, ma a Bruxelles il 48% fu per il "sì" contro il 52% per il "no").

#### In Vallonia
In Vallonia, le province del Lussemburgo e di Namur dissero "sì" con rispettivamente il 65% e il 53%.
L'Hainaut si oppose al ritorno del re con il 64% di "no" e la Provincia di Liegi con il 58% di avversari.
In termini di suddivisioni attuali del Belgio, tre province valloni su cinque votarono contro il re, poiché il distretto di Nivelles, che coincide con l'attuale provincia del Brabante Vallone, votò "no" al 62%.
Tuttavia, nella provincia di Liegi, il distretto di Verviers votò "sì" (60% di "sì") e nella provincia di Namur, mentre il distretto di Namur votò per il "no" (51% di "no" ).
In totale, nove su 13 distretti valloni votarono per il "no"; con le suddivisioni attuali, 10 distretti francofoni (i 9 valloni e Bruxelles), o con una maggioranza francofona su 14.

### La vittoria del PSC nelle elezioni legislative nazionali del giugno 1950
Le elezioni del giugno 1950 videro il Partito Sociale Cristiano ottenere la maggioranza parlamentare, e riuscì a formare il governo monocolore che decise a favore del ritorno del re.

## Il ritorno di Leopoldo III e l'insurrezione vallone
A giugno e luglio manifestazioni importanti, scioperi, deposizioni di fiori ai memoriali di guerra espressero in Vallonia l'opposizione al ritorno del re. Questi scioperi vennero lanciati dalla Federazione Generale del Lavoro Belga (FGTB), dal Partito Socialista Belga (PSB), dal Partito Comunista del Belgio (PCB), in una certa misura dai liberali, da alcuni cristiani di sinistra, dal Movimento vallone e da ex partigiani.

### Un'ondata di attacchi, la rinascita della Resistenza
Leopoldo III tornò a Bruxelles il 22 luglio 1950. Il giorno prima, a Boussu (Mons), era già avvenuto un primo attentato con bombe. Un centinaio di attentati esplosivi colpirono i binari ferroviari e le centrali elettriche. La reazione al ritorno del re fu molto violenta nelle aree industriali valloni, in particolare nella regione di Liegi.

### Lo sciopero generale, il dramma di Grâce-Berleur
Lo sciopero divenne generale a partire dal 26 luglio. Le dimostrazioni si susseguirono una dopo l'altra. La tensione era al culmine, quando, il 30 luglio 1950, tre uomini furono uccisi dalla gendarmeria in una manifestazione a Grace-Berleur, un sobborgo di Liegi. Un quarto uomo morì per le ferite riportate.

### Tentata separazione della Vallonia e abdicazione del re
I socialisti, comunisti e gli oppositori del re nel movimento vallone avevano deciso di marciare su Bruxelles. A Liegi, vi fu un tentativo di formare un governo separatista vallone.
Leopoldo III, di fronte alla violenza sui suoi avversari e cedendo al parere della maggior parte dei ministri del governo di Jean Duvieusart, decise di trasferire i suoi poteri al figlio Baldovino il 31 luglio 1950, il giorno dopo la sparatoria di Grâce-Berleur. Baldovino prestò giuramento come Luogotenente generale del Regno l'11 agosto 1950. Leopoldo III era pronto ad abdicare entro un anno, se si fosse creato il consenso intorno al figlio. Leopoldo III abdicò così il 16 luglio 1951, Baldovino divenne il quinto re dei belgi, il 17 luglio 1951 a meno di 21 anni.

## Le conseguenze della Questione reale
La società belga rimase segnata per molto tempo da questi eventi. Vi furono anche altre conseguenze: i fiamminghi si considerarono la maggioranza della popolazione e videro una negazione della democrazia nel rifiuto del risultato della consultazione popolare da parte dei valloni. Nelle Fiandre, i movimenti fiamminghi si radicalizzarono. In Vallonia, fu la classe operaia a radicalizzarsi.